# Efekt Draw-back
Efekt draw-back (dosłownie: efekt cofania) to zjawisko występujące podczas lakierowania druku z użyciem lakieru utrwalanego promieniami UV. Powstaje ono wówczas, gdy lakieruje się powierzchnię zadrukowaną olejowymi farbami drukowymi jeszcze nie utrwalonymi (druk mokro na mokro). Lakier tam gdzie przykrywa tę farbę daje efekt zmatowienia i to tym większego im większy jest stopień pokrycia farbą. Efekt taki może być negatywnie oceniany, gdy zamiarem był jednakowy połysk całej powierzchni lakierowanej lub może być to efekt zamierzony, tzw. lakierowanie wybiórcze. 
.